# Laur (Philippines)
Pour les articles homonymes, voir Laur.
Laur est une localité de la province de Nueva Ecija, aux Philippines. En 2015, elle compte 35 656 habitants.